# Elfriede Walesca Tielsch
Elfriede Walesca Tielsch (* 18. Februar 1910 in Neu Lobitz, Kreis Dramburg; † 20. März 1993 in Berlin) war eine deutsche Philosophin und Mitbegründerin der „Internationalen Assoziation von Philosophinnen“, die 1976 in Deutschland gegründet wurde.

## Leben
1935 schloss sie die juristische Promotion ab, konnte jedoch wegen des nationalsozialistischen Berufsverbots für Juristinnen ihren Beruf nicht ausüben. Ab 1943 studierte sie Philosophie im Zweitstudium. 1954 promovierte sie in Philosophie mit dem Thema „Phänomenologie des Entschlusses, sein Aufbau und Zerfall“. Nach der Promotion arbeitete sie an der Freien Universität Berlin als Assistentin. Ab 1965 war sie Hochschuldozentin, ab 1971 außerordentliche Professorin an der Pädagogischen Hochschule Berlin, nach deren Auflösung und Zusammenlegung lehrte sie von 1971 bis 1981 an der FU Berlin. Sie bemühte sich zweimal um eine Habilitation, ist jedoch zweimal gescheitert.

## Schriften
- Beschränkte Haftung. Dissertation Freiburg 1935.
- Phänomenologie des Entschlusses: sein Aufbau und Zerfall. Dissertation FU Berlin 1955.
- Kierkegaards Glaube. Vandenhoeck & Ruprecht, Göttingen 1964.
- Die platonischen Versionen der griechischen Doxalehre. Ein philosophisches Lexikon mit Kommentar (= Monographien zur philosophischen Forschung, Bd. 58). Hain, Meisenheim a. Glan 1970.
- Der kritische Empirismus der Antike in seiner Bedeutung für die Naturwissenschaft, Politik, Ethik und Rechtstheorie der Neuzeit.  Verlagsgruppe Athenäum-Hain-Scriptor-Hanstein, Meisenheim/Glan 1981, ISBN 3-445-02125-2.